# Zephyrarchaea vichickmani
Zephyrarchaea vichickmani es una especie de araña del género Zephyrarchaea, familia Archaeidae. Fue descrita científicamente por Rix & Harvey en 2012.
Habita en Australia (Victoria). La especie tiene una distribución limitada, sin embargo, la abundancia de hábitat protegido alrededor de su área de distribución conocida significa que probablemente no requiera esfuerzos de conservación inmediatos.